# Museo Arqueológico Camil Visedo
El museo Arqueológico Camil Visedo de Alcoy (Alicante), Comunidad Valenciana, España, se sitúa en un edificio de estilo gótico valenciano y renacentista que fue casa de la villa entre los siglos XVI y XIX y que posteriormente albergó distintos usos, como escuelas, hasta que se habilitó para museo.

## Edificio
La edificación tiene planta en forma de “L” como consecuencia de la unión de dos edificios en ángulo recto.
La parte más antigua de estilo gótico valenciano cuenta con una fachada maciza con sillares de piedra en la que se abre una portada con arco de medio punto. La parte más alargada se corresponde con la edificación renacentista y cuenta con una galería de cinco arcos clasicistas, en la parte baja, con columnas de orden toscano.
En el exterior se contraponen la fachada de origen medieval y la renacentista que forma una lonja con la planta noble superpuesta, con tres balcones barrocos y el escudo de Alcoy. En la unión de ambos edificios se sitúa la escalera que da acceso a las salas superiores.

## Museo

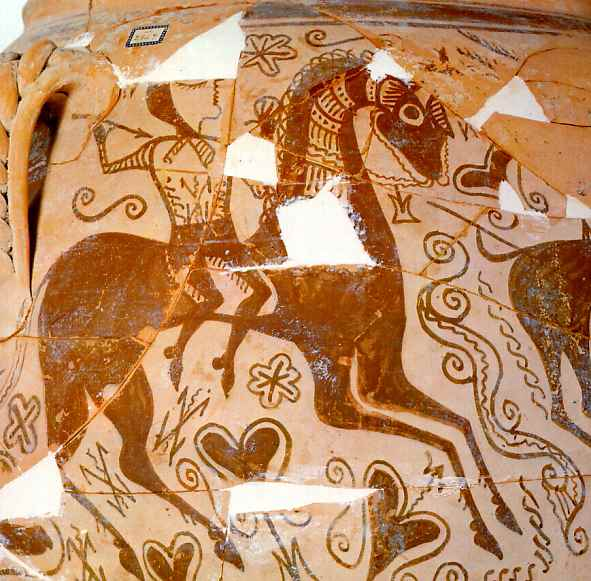
Vaso de los guerreros, procedente del yacimiento de la Serreta y custodiado en el museo

El origen del museo está en la colección arqueológica reunida por Camilo Visedo y se creó este museo al alojarse en este espacio, inaugurado el 18 de julio de 1945, con el nombre de Museo de Arte y Biblioteca Pública. Posteriormente, en 1958, cambiaria el nombre al actual, Museo Arqueológico Municipal Camil Visedo Moltó, en memoria de su creador.
En tiempos recientes, el edificio sede del museo ha sido restaurado y reorganizado, y también ampliado, en los años 1985-1990. En la planta baja, hay una sala de exposiciones de carácter no permanente (de 90 m²), destinada a mostrar otras colecciones que están custodiadas en los almacenes, y a presentar las investigaciones que se llevan a cabo en el museo.
La actual exposición permanente ocupa una superficie de 192 m² y presenta una selección de materiales arqueológicos ordenados temáticamente y cronológica. Aparte de este espacio expositivo, el museo dispone de una biblioteca especializada, y de otros espacios existentes para el correcto funcionamiento de un museo (almacén, laboratorio de restauración, gabinete de dibujo y área de administración).
Los fondos del museo abarcan períodos cómo el paleolítico superior, el neolítico, la Edad del Bronce, la época ibérica, la romana o andalusí. Se exponen los materiales procedentes de diferentes yacimientos, especialmente los del yacimiento arqueológico de La Serreta, el yacimiento arqueológico de El Puig, La Sarga, así como otros fondos procedentes de la comarca.
Además de las colecciones de arqueología, el museo tiene secciones dedicadas a la paleontología, a la fotografía (centrada en la ciutat de Alcoy) y de cerámica (azulejeria tradicional valenciana de los siglos XVIII al XX).